# بن سبايس
بن سبايس (بالإنجليزية: Ben Spies)‏ مواليد 11 يوليو 1984 في ممفيس، الولايات المتحدة، هو متسابق دراجات نارية أمريكي فاز ببطولة العالم للسوبربايك. نافس في بطولة العالم للموتو جي بي.

## البطولات
- بطولة العالم للسوبربايك 2009

## وصلات خارجية
- بن سبايس على موقع MotoGP.com (الإنجليزية)
- بن سبايس على موقع WorldSBK.com (الإنجليزية)

- الموقع الإلكتروني